# Bataille d'Aubers
Première Guerre mondiale
La bataille d'Aubers ou bataille de le crête d'Aubers est une offensive britannique de la Première Guerre mondiale. La bataille eu lieu le 9 mai 1915 et faisait partie de la contribution britannique à la deuxième bataille de l'Artois, une offensive franco-britannique destinée à exploiter le désengagement des troupes allemandes qui quittaient le front de l'Ouest vers le front de l'Est. La 10e armée française devait attaquer la 6e armée allemande au nord d'Arras et capturer la crête de Vimy, préparatoire à une avance sur Cambrai et Douai. La Première Armée britannique, sur le flanc gauche (nord) de la 10e Armée, devait attaquer le même jour et agrandir la percée dans les défenses allemandes que la 10e Armée était supposée faire; fixant les troupes allemandes au nord du canal de La Bassée.
L'attaque est un échec total pour les Britanniques. Aucun terrain n'a été gagné, aucun avantage tactique n'est obtenu et ils subissent plus de dix fois plus de pertes que les Allemands. La bataille déclenche une crise politique au Royaume-Uni, qui deviendra la Crise des obus de 1915.

## Plan de bataille
| Image externe |                                                                                       |
|               | "La dernière absolution générale des Munsters à la rue du Bois" par Fortunino Matania |

La bataille consiste en la contribution britannique initiale à l'offensive anglo-française combinée connue sous le nom de deuxième bataille d'Artois. Le Général Joffre, commandant en chef des forces françaises demande à Sir John French, commandant du Corps expéditionnaire britannique, si les unités britanniques peuvent appuyer une offensive française dans la plaine de Douai vers la fin avril ou début mai 1915. Les objectifs français immédiats sont de s'emparer des hauteurs de Notre-Dame-de-Lorette et de la crête de Vimy. La Première armée britannique était plus au nord, entre La Bassée et Ypres en Belgique.
La zone choisie pour l'offensive britannique est la moitié sud de leur ligne de front, près du village de Laventie. La région est globalement plate et mal drainée. L'objectif principal choisi est donc la crête d'Aubers légèrement plus élevée (2 à 3 km), contenant les villages d'Aubers, Fromelles et Le Maisnil. La zone avait été attaquée lors de la bataille de Neuve-Chapelle deux mois plus tôt. La bataille constitue la deuxième utilisation des Tunnelling companies of the Royal Engineers (en), compagnie de l'armée britannique spécialisée dans le creusement de tunnels. Avant la bataille, des hommes de la 173rd Tunneling Company creusent un tunnel sous le no man's land et installent des mines sous les défenses allemandes.